# Uksitschan
Der Uksitschan (russisch Уксичан) ist ein massiver Schildvulkan im Sredinny-Höhenrücken auf der russischen Halbinsel Kamtschatka. Seine Höhe beträgt 1692 Meter, er bedeckt eine Fläche von 1850 Quadratkilometern und ist mit einem Gesamtvolumen von etwa 300 Kubikkilometern einer der größten Vulkane des Sredinny-Höhenrückens. Der Gipfel des Vulkans wird von einer Caldera mit einem Durchmesser von 12 Kilometern beherrscht, welche mit mehreren dazitischen Lavadomen mit einer Höhe von bis zu 900 Metern bedeckt ist. Die ältesten Lavaströme haben eine Länge von 15 bis 20 Kilometer. Die West- und Nordwest-Flanken des Vulkans werden ausschließlich durch Lavaströme gebildet, die Ost- und Südost-Flanken sind jedoch von pyroklastischem Material bedeckt.